# Louis Daquin
Louis Daquin (* 30. Mai 1908 in Calais; † 2. Oktober 1980 in Paris) war ein französischer Filmregisseur und Drehbuchautor.

## Leben
Nach einem Jurastudium kam Louis Daquin 1932 zum Film und arbeitete als Assistent bei Regisseuren wie Fedor Ozep, Pierre Chenal und Jean Grémillon. 1938 war er für die Dialogregie von Der Spieler verantwortlich. Ab 1941 inszenierte er selbst und manifestierte mit sozialkritischen Filmen sein politisches Engagement als Sozialist und Mitglied der Kommunistischen Partei Frankreichs. Bei fast allen seiner Filme verfasste er auch das Drehbuch. Wegen seiner Einstellung fand Lacombe nur noch wenige Regieaufträge und war gezwungen, u. a. in Rumänien und der DDR zu arbeiten. Daquin verfasste auch filmtheoretische Bücher und war einige Jahre als Dozent an der Filmhochschule IDHEC tätig.

## Filmografie (Auswahl)
- 1944: Ruf der Berge (Premier de cordée)
- 1948: Die Brüder Bouquinquant (Les frères Bouquinquant)
- 1949: Vor Tagesanbruch (Le point du jour)
- 1949: Das Parfüm der Dame in Schwarz (Le Parfum de la dame en noir)
- 1950: Schiff ohne Hafen (Maître après dieu)
- 1955: Bel Ami (2-Versionen-Film)
- 1957: Die Disteln des Baragan (Ciulinii Baraganlui)
- 1960: Trübe Wasser (La rabouilleuse)
- 1970: Der Kommissar und sein Lockvogel (Dernier domicile connu) – als Produktionsleiter